# Parkers Crossroads
Parkers Crossroads és una població dels Estats Units a l'estat de Tennessee. Segons el cens del 2000 tenia 241 habitants.

## Demografia
Segons el cens del 2000, Parkers Crossroads tenia 241 habitants, 107 habitatges, i 80 famílies. La densitat de població era de 63,7 habitants/km².
Dels 107 habitatges en un 21,5% hi vivien nens de menys de 18 anys, en un 63,6% hi vivien parelles casades, en un 9,3% dones solteres, i en un 25,2% no eren unitats familiars. En el 24,3% dels habitatges hi vivien persones soles el 8,4% de les quals corresponia a persones de 65 anys o més que vivien soles. El nombre mitjà de persones vivint en cada habitatge era de 2,25 i el nombre mitjà de persones que vivien en cada família era de 2,61.
Per edats la població es repartia de la següent manera: un 17% tenia menys de 18 anys, un 7,1% entre 18 i 24, un 30,7% entre 25 i 44, un 28,6% de 45 a 60 i un 16,6% 65 anys o més.
L'edat mediana era de 42 anys. Per cada 100 dones de 18 o més anys hi havia 108,3 homes.
La renda mediana per habitatge era de 24.792 $ i la renda mediana per família de 35.625 $. Els homes tenien una renda mediana de 36.875 $ mentre que les dones 21.250 $. La renda per capita de la població era de 17.303 $. Entorn del 19% de les famílies i el 18,7% de la població estaven per davall del llindar de pobresa.

## Poblacions més properes
El següent diagrama mostra les poblacions més properes.